# Leda Cosmides
Leda Cosmides (* 7. Mai 1957 in Philadelphia, USA) ist eine amerikanische Psychologin. Zusammen mit ihrem Mann John Tooby ist sie Gründerin und Leiterin des Center for Evolutionary Psychology an der University of California, Santa Barbara. Cosmides und Tooby gelten als Gründungsfiguren der modernen evolutionären Psychologie.
Nach einem Studium der Biologie an der Harvard University erwarb Cosmides 1985 ihren PhD in Psychologie an derselben Universität. Von 1989 bis 1990 arbeitete sie als Postdoc bei Roger N. Shepard an der Stanford University. Seit 1990 ist sie am Institut für Psychologie an der University of California, Santa Barbara beschäftigt.
Cosmides' Hauptarbeitsgebiete sind die evolutionäre Psychologie, in der sie Pionierarbeit geleitet hat, und die Kognitionspsychologie. Zusammen mit John Tooby hat sie die evolutionäre Psychologie als ein neues Paradigma der psychologischen Forschung etabliert. Dabei arbeitet sie gleichermaßen an Grundlagenproblemen und konkreten Studien. Die Arbeit ist primär empirisch und umfasst Themen wie Kooperation und Bündnisse, statistisches Schließen, visuelle Aufmerksamkeit, Erkennen von Verwandten und Inzestvermeidung, Gedächtnissysteme und die Emotionen Ärger, Scham und Stolz. Die Erklärungen dieser Phänomene beziehen sich in der evolutionären Psychologie stets auf Anpassungsprobleme, die in Jäger-Sammler-Gruppen gelöst werden müssen. Aus Beschreibungen der dafür zuständigen Mechanismen oder Prozesse leitet Cosmides Vorhersagen über das Verhalten ab, die dann empirisch getestet werden.
Für 2020 wurde Cosmides und Tooby der Jean-Nicod-Preis zugesprochen. 2023 wurde sie in die American Academy of Arts and Sciences gewählt.

## Bücher (Auswahl)
- J. H. Barkow, L. Cosmides, J. Tooby: The adapted mind: Evolutionary psychology and the generation of culture. Oxford University Press, Oxford 1992.
- L. Cosmides, J. Tooby: Universal minds: Explaining the new science of evolutionary psychology. (Darwinism Today Series). Weidenfeld & Nicolson und Yale, Yale University Press, London 2008.

## Zeitschriftenartikel (Auswahl)
- J. Tooby, L. Cosmides: Conceptual foundations of evolutionary psychology. In: D. M. Buss (Hrsg.): The handbook of evolutionary psychology. John Wiley & Sons, 2015, S. 5–67.
- L. Cosmides, J. Tooby: Evolutionary psychology: New perspectives on cognition and motivation. In: Annual Review of Psychology. Band 64, 2013, S. 201–229.
- J. Tooby, L. Cosmides: The psychological foundations of culture. In: J. Barkow, L. Cosmides, J. Tooby (Hrsg.): The adapted mind: Evolutionary psychology and the generation of culture. Oxford University Press, New York 1992.
- L. Cosmides, J. Tooby: Cognitive adaptations for social exchange. In: J. H. Barkow, L. Cosmides, J. Tooby (Hrsg.): The adapted mind. Oxford University Press, 1992, S. 163–228.
- J. Tooby, L. Cosmides: On the universality of human nature and the uniqueness of the individual: The role of genetics and adaptation. In: Journal of Personality. Band 58, 1990, S. 17–67.
- J. Tooby, L. Cosmides: The past explains the present: Emotional adaptations and the structure of ancestral environments. In: Ethology and Sociobiology. Band 11, Nr. 4–5, 1990, S. 375–424.
- L. Cosmides: The logic of social exchange: Has natural selection shaped how humans reason? Studies with the Wason selection task. In: Cognition. Band 31, Nr. 3, 1989, S. 187–276.